# ويليام إس. والاس
ويليام إس. والاس (بالإنجليزية: William S. Wallace)‏ هو عسكري أمريكي، ولد في 31 ديسمبر 1946 في شيكاغو في الولايات المتحدة.